# Mel Brooks

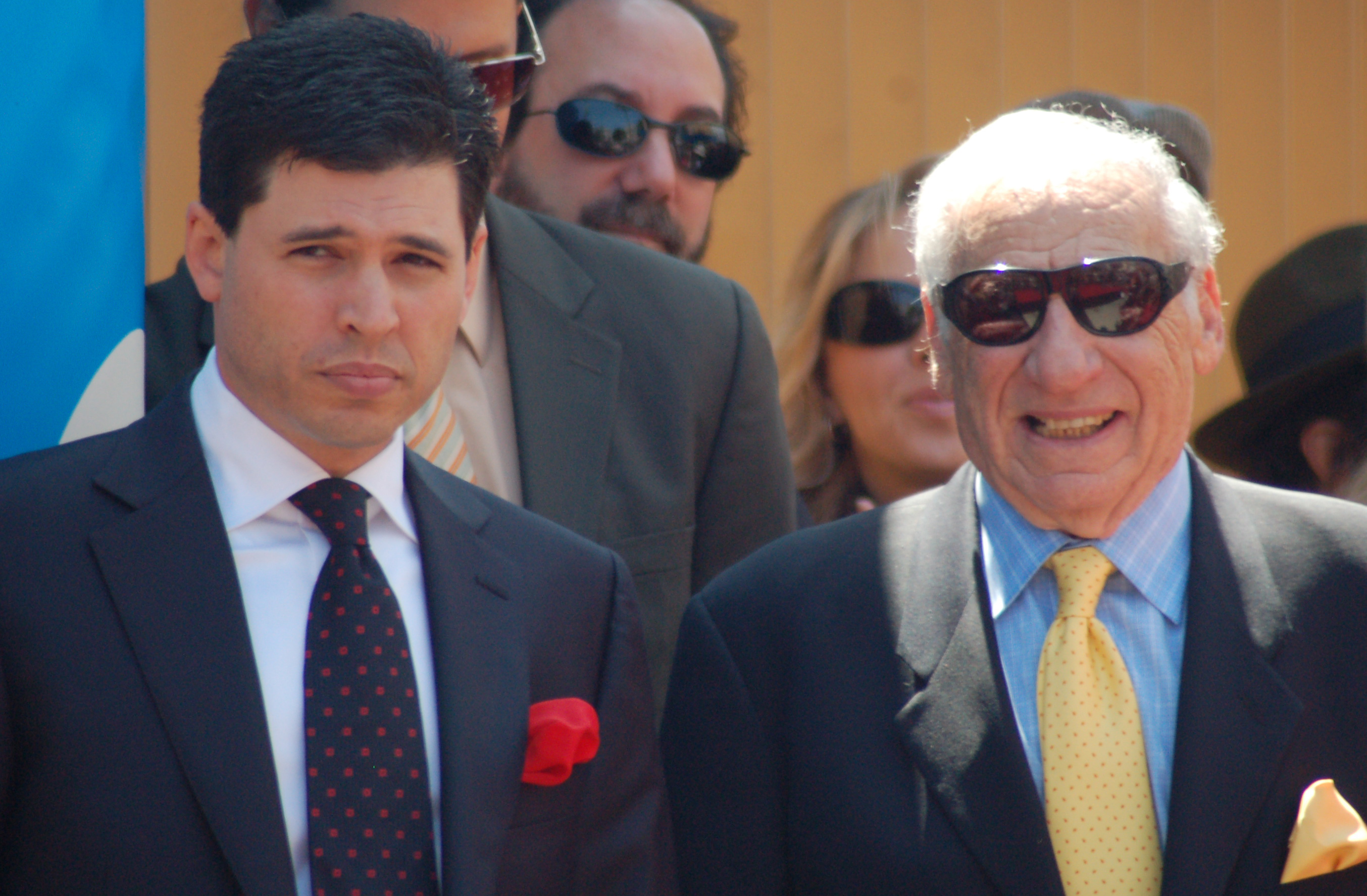
Mel Brooks z synem Maksem w roku 2010

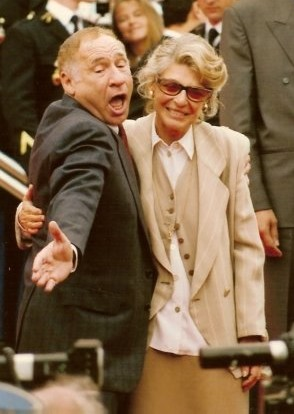
Mel Brooks z żoną Anne Bancroft w roku 1991

Melvin James „Mel” Brooks pierwotnie Kaminsky (ur. 28 czerwca 1926 w Nowym Jorku) – amerykański aktor, scenarzysta, reżyser i producent specjalizujący się w parodiach znanych dzieł i  gatunków kinowych.
Brooks jest zdobywcą EGOT, czyli czterech najważniejszych nagród amerykańskiego przemysłu rozrywkowego: Oscara (1968 – za najlepszy scenariusz oryginalny do filmu Producenci), nagród Emmy, Grammy oraz Tony. W czerwcu 2023 Amerykańska Akademia Filmowa ogłosiła przyznanie mu honorowego Oscara za całokształt twórczości.

## Życiorys
Urodził się w żydowskiej rodzinie. Podczas II wojny światowej służył w amerykańskiej armii jako saper w wojskach inżynieryjnych (1104 Engineer Combat Battalion, 78th Infantry Division).
Karierę komika, a później aktora komediowego rozpoczął w 1961 roku w produkcjach telewizyjnych. Później został reżyserem filmowym, co przyniosło mu sławę. W swoich filmach bardzo często pojawiał się w rolach drugoplanowych bądź epizodycznych. Przybrał pseudonim Mel Brooks i to nim posługiwał się, podpisując swoje filmy.
W latach 1953–1962 był żonaty z Florence Baum. Z tego związku, który zakończył się rozwodem miał troje dzieci. W 1964 poślubił aktorkę Anne Bancroft, z którą pozostał aż do jej śmierci 6 czerwca 2005 roku. Z drugiego małżeństwa ma syna Maksa.
W 2018 otrzymał złoty Medal „Zasłużony Kulturze Gloria Artis” w dziedzinie promocji kultury polskiej za granicą.

## Filmografia (reżyser, producent)
- 1967: Producenci
- 1970: Dwanaście krzeseł
- 1974: Płonące siodła
- 1974: Młody Frankenstein
- 1976: Nieme kino
- 1977: Lęk wysokości
- 1981: Historia świata: Część I
- 1987: Kosmiczne jaja
- 1991: Smród życia
- 1993: Robin Hood: Faceci w rajtuzach
- 1995: Dracula – wampiry bez zębów

## Filmografia (aktor)
- 1949: Admiral Broadway Revue[5]
- 1967: Producenci jako śpiewak (głos)[5]
- 1970: Dwanaście krzeseł jako Tikon
- 1974: Płonące siodła jako Gubernator William J. Le Petomanne
- 1974: Młody Frankenstein jako wilkołak (głos), Baron von Frankenstein (głos)
- 1976: Nieme kino jako Mel Funn
- 1977: Lęk wysokości jako dr Richard H. „Harpo” Thorndyke oraz zabójca
- 1979: Muppety jadą do Hollywood (The Muppets Go Hollywood)
- 1979: Wielka wyprawa muppetów
- 1981: Historia świata: Część I jako Mojżesz, Comicus, Torquemada, Jacques, Ludwik XVI
- 1983: Być albo nie być jako Fryderyk Bronski
- 1987: Kosmiczne jaja jako prezydent Skroob oraz Mistrz Yogurt
- 1990: I kto to mówi 2 jako pan Toaleta (głos)
- 1991: Smród życia jako Goddard Bolt
- 1993: Robin Hood: Faceci w rajtuzach jako rabin Tuckman
- 1995: Dracula – wampiry bez zębów jako dr Abraham Van Helsing
- 1995–1999: Szaleję za tobą jako wujek Phil
- 1999: Ostatnie życzenie taty jako Jake Gordon